# Rijksmuseum
El Rijksmuseum /ˈrɛɪksmyˌzeːʏm/ (en español: Museo del Reino) o Museo Nacional de Ámsterdam se encuentra ubicado en Ámsterdam, Países Bajos. Está dedicado al arte, la artesanía y la historia. Posee la más famosa colección de pinturas del Siglo de Oro neerlandés así como una rica colección de arte asiático y egipcio.
El Rijksmuseum alberga obras significativas de casi todos los grandes maestros neerlandeses de los siglos XV al XVII: Geertgen tot Sint Jans, Lucas van Leyden, Hendrick Goltzius, Frans Hals, Jan Vermeer, Ferdinand Bol, Nicolaes Maes, Guerrit Dou, Jacob Ruysdael, y un repertorio generoso del maestro Rembrandt van Rijn. Cuenta también con pintores de otros países, como Fra Angélico, Piero di Cosimo, Paolo Veronese, Hugo van der Goes, Peter Paul Rubens y Francisco de Goya, así como con numerosos dibujos y grabados, porcelanas orientales, mobiliario y demás artes decorativas, pintura moderna (Van Gogh, Mondrian, Karel Appel) y objetos de diseño del siglo XX.
De todas formas, el principal atractivo del museo radica en las 22 pinturas de Rembrandt, entre las que se cuentan: La ronda de noche, La novia judía, El árbol de Jesé, La muerte de los inocentes y varios paisajes de los antiguos Países Bajos.
Sometido a unas largas y difíciles obras de reforma con un coste de 375 millones de euros, el museo reabrió sus puertas en abril de 2013.

## Historia

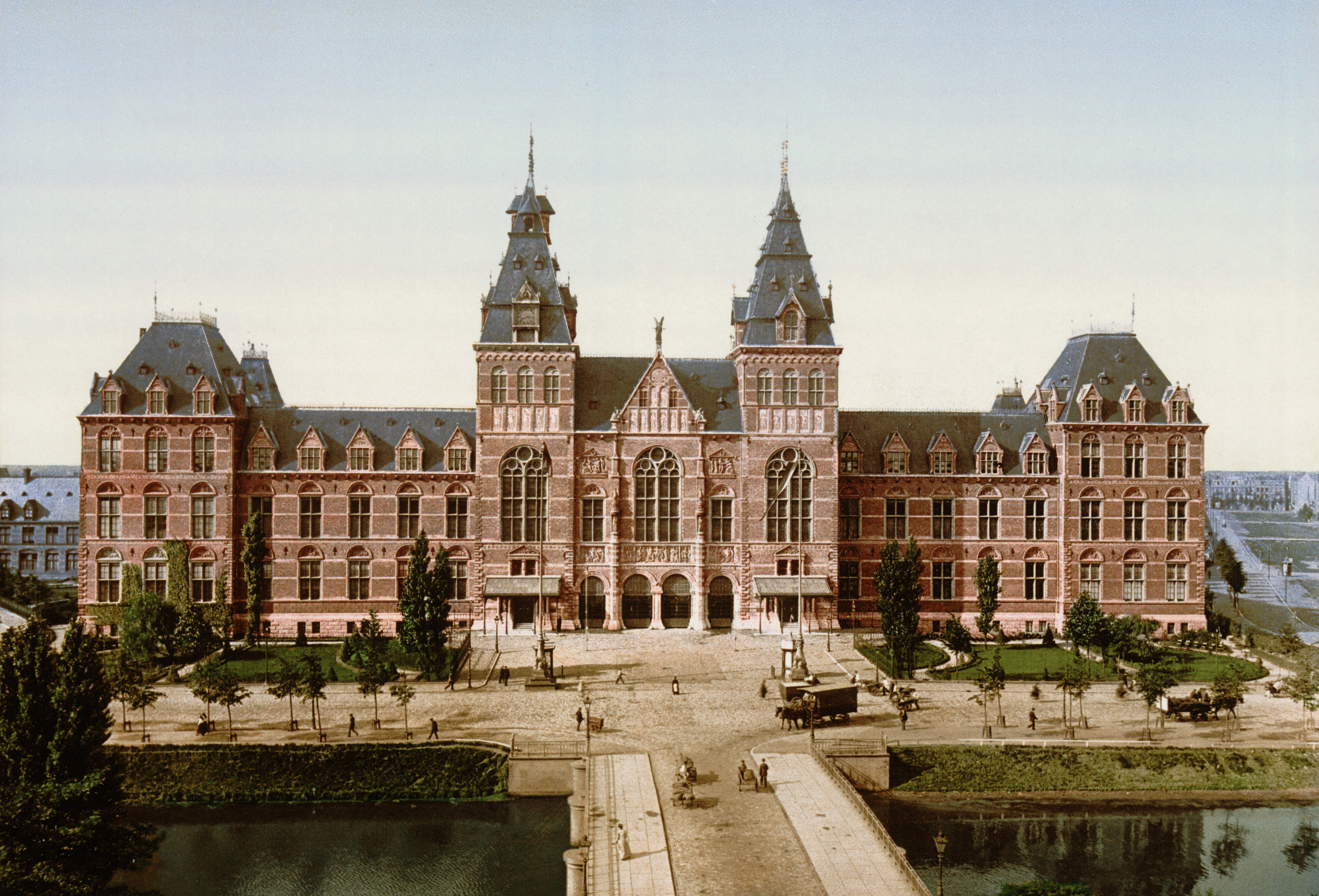
Fachada del Rijksmuseum, circa 1895.

La ronda de noche o La compañía militar del capitán Frans Banning Cocq, 1642, Óleo sobre tela.

Este museo fue fundado en 1800, promovido por el financiero Alexander Gorel. Abrió el 31 de mayo del mismo año, siguiendo el ejemplo del Louvre. Su primera sede fue el Palacio de Frederik Hendrik en Huis ten Bosch, cerca de La Haya, y exhibía las colecciones de los estatúders neerlandeses. Por aquella época se le conocía como la Galería Nacional de Arte (Nationale Kunst-Gallerij).
En 1808 fue trasladado a Ámsterdam por orden del rey Luis Napoleón, hermano de Napoleón Bonaparte. La colección se instaló en una sala grande y dos salas pequeñas del Palacio Real. Al principio se limitaba a los fondos procedentes de La Haya, y luego varios cuadros pertenecientes a la ciudad de acogida, tales como La ronda de noche, se convirtieron en parte de la colección.
Durante todo el siglo XIX el museo cambió de ubicación varias veces y se fue ampliando la colección. Se adquirieron 63 obras de una colección de Róterdam y más de 587 obras a fines de 1814.
Finalmente, el 13 de marzo de 1885 se trasladó a su actual ubicación, un edificio construido por el arquitecto holandés Pierre Cuypers, quien combinó elementos góticos y renacentistas y lo decoró ricamente con referencias a la historia del arte neerlandés. El edificio ocupa un destacado lugar en la Museumplein (Plaza de los museos), cerca del Museo van Gogh y el Museo Stedelijk. Como dato singular, el edificio está atravesado por un pasadizo para peatones y ciclistas, como si todo el bloque fuese una puerta de acceso a la ciudad; ello entrañó dificultades extremas cuando el museo se renovó en 2003-13.

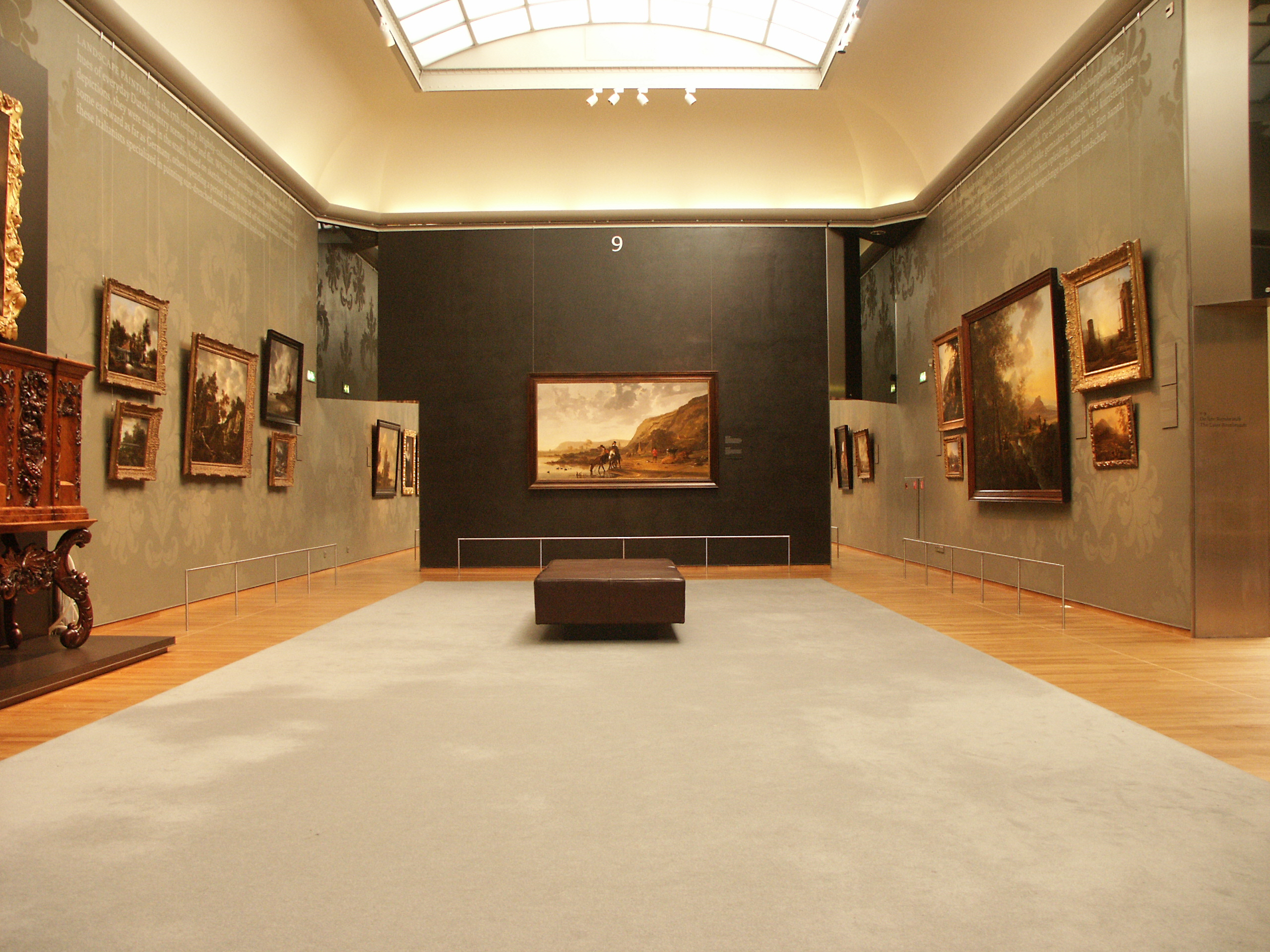
Sala del Pabellón Phillips, que exhibió las obras maestras del museo durante la reforma del edificio principal. En el futuro dicho pabellón albergará muestras temporales.

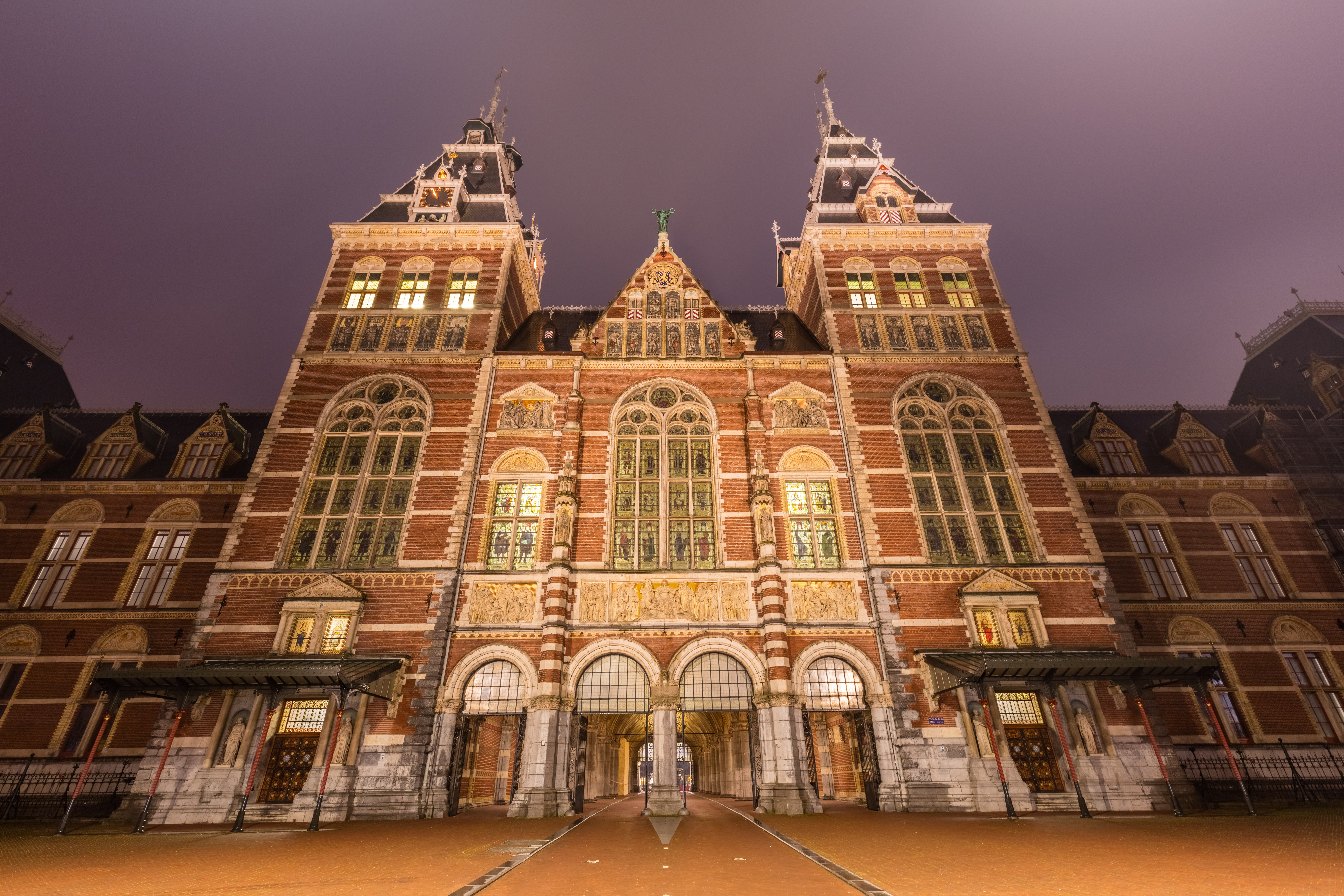
Fachada vista desde la base.

Desde 2003 y hasta 2012, el museo sufrió profundas obras de restauración y renovación bajo la dirección de dos arquitectos españoles, Cruz y Ortiz, ganadores de un concurso internacional fallado en 2001. El proyecto de reforma se vio envuelto en cierta controversia porque los ciclistas, numerosos en la ciudad, denunciaron obstáculos en el paso peatonal que solían cruzar, y que dividía en dos el museo mediante un arco. Se tuvo que modificar el proyecto original. Finalmente, con una solución pactada en 2009, el acceso principal al museo se realiza a través de la gran galería donde podrán estar peatones y ciclistas: estos circulan por la superficie, y los visitantes descienden al hall situado en un nivel subterráneo.
El proyecto creó una nueva y única entrada y un gran hall central situado en el subsuelo, debajo del paso peatonal de acceso libre. Este nuevo recinto permitió unir mejor las dos alas del edificio, y se realzó con una gigantesca lámpara en forma de jaula, que por el día alumbra hacia abajo y por la noche proyecta luces hacia una vidriera superior, visible desde el citado paso peatonal. La reforma del edificio incluyó además la recuperación de muchas de las antiguas decoraciones interiores, antes cubiertas con sucesivas capas de pintura, y además se cambiaron los suelos de los patios.
La reinauguración se esperaba para la primavera de 2013 y finalmente tuvo lugar en abril de dicho año, con la presencia de la reina Beatriz de los Países Bajos pocos días antes de su abdicación.
En el periodo 2005-13 el 95% del conjunto estuvo cerrado por las reformas, y durante todo este proceso únicamente algunas pinturas de las colecciones permanentes se siguieron exhibiendo en una sala especial (llamada Las obras maestras) en el recién restaurado Pabellón Phillips. Esta circunstancia permitió que parte del fondo permanente del museo se repartiese en exposiciones temporales de diversos países. Tras la reubicación de las colecciones en el edificio renovado, el Pabellón Phillips fue sometido a trabajos de reforma y para exposiciones temporales.
La restauración y renovación del Rijksmuseum se basan en un diseño de los arquitectos españoles Antonio Cruz y Antonio Ortiz. Se restauraron muchas de las antiguas decoraciones interiores y se quitaron los pisos de los patios. La renovación se había previsto que durase inicialmente cinco años, pero se retrasó y finalmente tardó casi diez años en completarse. La renovación costó 375 millones de euros.
La reconstrucción del edificio finalizó el 16 de julio de 2012. En marzo de 2013, las principales obras de arte del museo se trasladaron del "edificio fragmentado" (ala Philips) al edificio principal. La Ronda de Noche regresó a la Sala de la Ronda de Noche, al final del Salón de la Fama. El 13 de abril de 2013 reabrió sus puertas el edificio principal. El 1 de noviembre de 2014, el Ala Philips reabrió sus puertas con la exposición Tiempos modernos: fotografía en el siglo XX.

## Colección

### Pintura

#### Pintura neerlandesa del Siglo de Oro

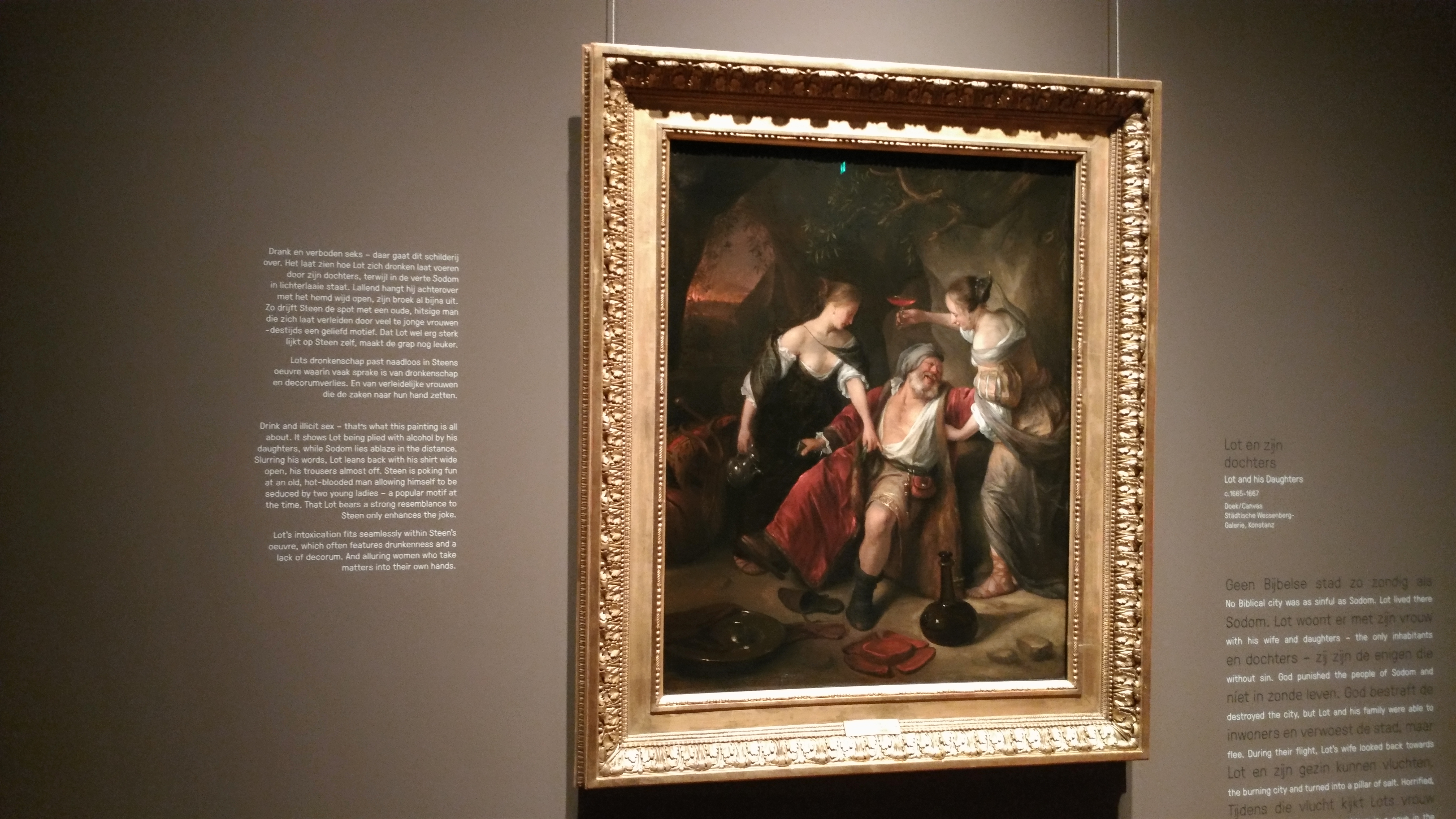
Foto de pintura y sus comentarios para los visitantes en el museo

La colección más importante y famosa del Rijksmuseum alberga obras de todos los artistas, estilos y escuelas del barroco neerlandés.
Mención aparte merecen los tres grandes maestros Frans Hals, Rembrandt y  Johannes Vermeer, que por sí solos atraen a la mayor parte de los visitantes del museo. De Hals destacan las obras: El alegre bebedor, Retrato matrimonial de Isaac Abrahamsz Massa y Beatrix van der Laen y La compañía del capitán Reijnier Reael o La magra compañía.
Rembrandt cuenta con un amplio repertorio: Autorretrato de joven, Autorretrato como el apóstol Pablo, Jeremías lamentando la destrucción de Jerusalén, Retrato de Johannes Wtenbogaert (adquirido en 1989), Retrato de Mari Trip, Isaac y Rebeca (La novia judía), Los síndicos del gremio de los pañeros y Milicianos de Ámsterdam al mando del capitán Frans Banninck Cocq, gran cuadro más conocido como La ronda de noche. En 2015 el museo adquirió por 160 millones de euros, a medias con el Louvre de París, una pareja de retratos de Rembrandt: Maerten Soolmans y su esposa Oopjen Coppit; son los únicos de cuerpo entero y a tamaño natural que pintó el maestro. Estos lienzos se expondrán de manera alterna en ambos museos por periodos de entre cinco y ocho años.
De Johannes Vermeer, pintor del que se conocen menos de 40 obras, se reúnen aquí varias de las más famosas: La lechera, Mujer leyendo una carta, La carta y La callejuela.
Entre los artistas destacados están Hendrick Avercamp, Esaias van de Velde, Johannes Torrentius, Werner van den Valckert, Dirck Hals, Judith Leyster, Johannes Verspronck, Floris van Dijck, Pieter Claesz, Willem Claesz Heda, Pieter Saenredam, Bartholomeus van der Helst, Aert van der Neer, Jan van Goyen, Jan Both, Aelbert Cuyp, Jacob van Ruisdael, Jan Davidsz de Heem, Willem Kalf, Pieter de Hooch, Gerard ter Borch (Muchacha vestida de campesina, Retrato de Helena van der Schalcke, La conversación galante o La amonestación paterna), Gabriel Metsu, Jan Steen (El Día del Príncipe, El aseo, La fiesta de San Nicolás, La familia alegre), Jan van de Cappelle, Willem van de Velde el Joven, Paulus Potter, Adriaen van Ostade, Jan van der Heyden y Gerrit Adriaensz Berckheyde.

## Galería de obras maestras

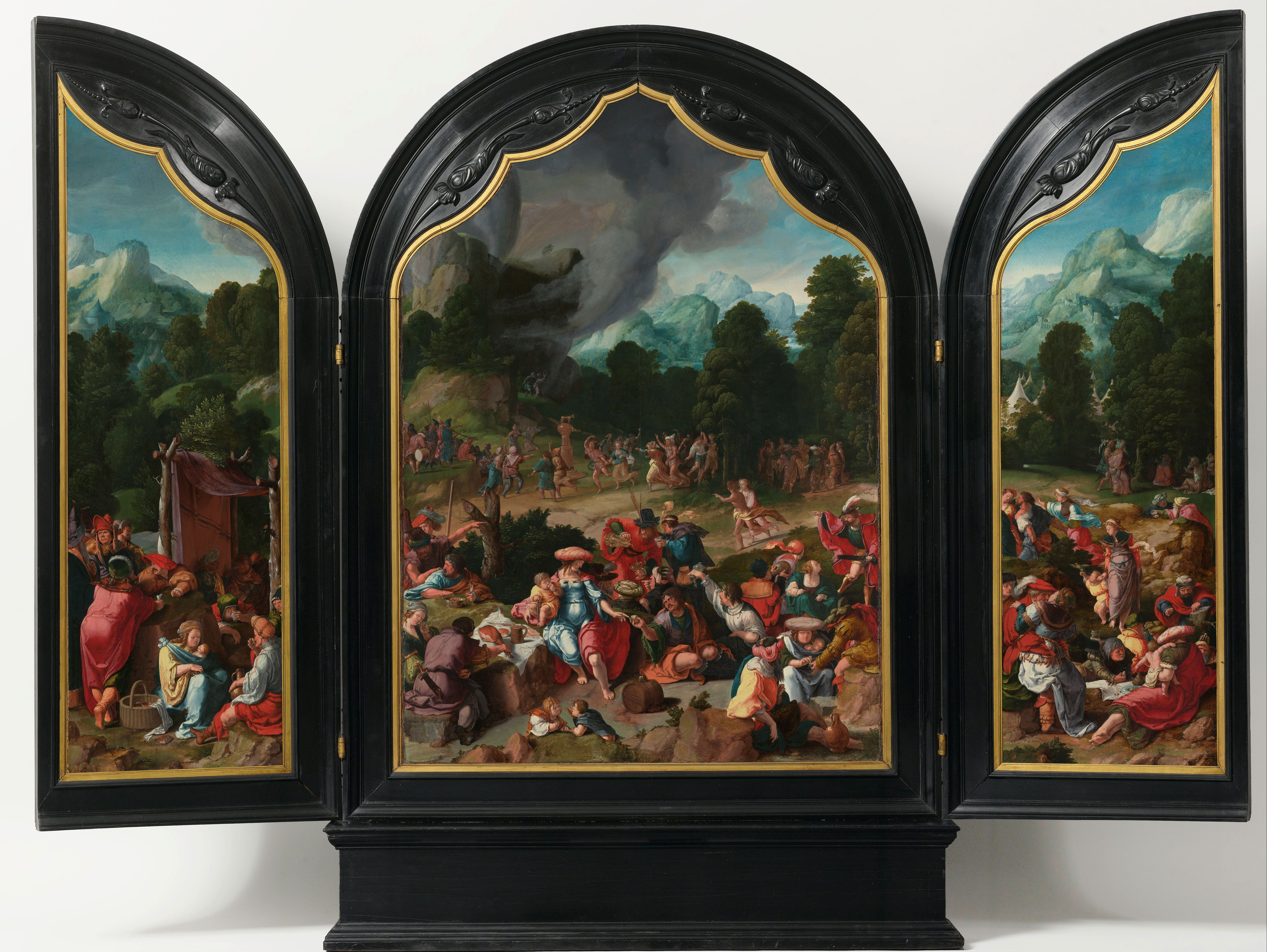
Lucas van Leyden, Tríptico del becerro de oro
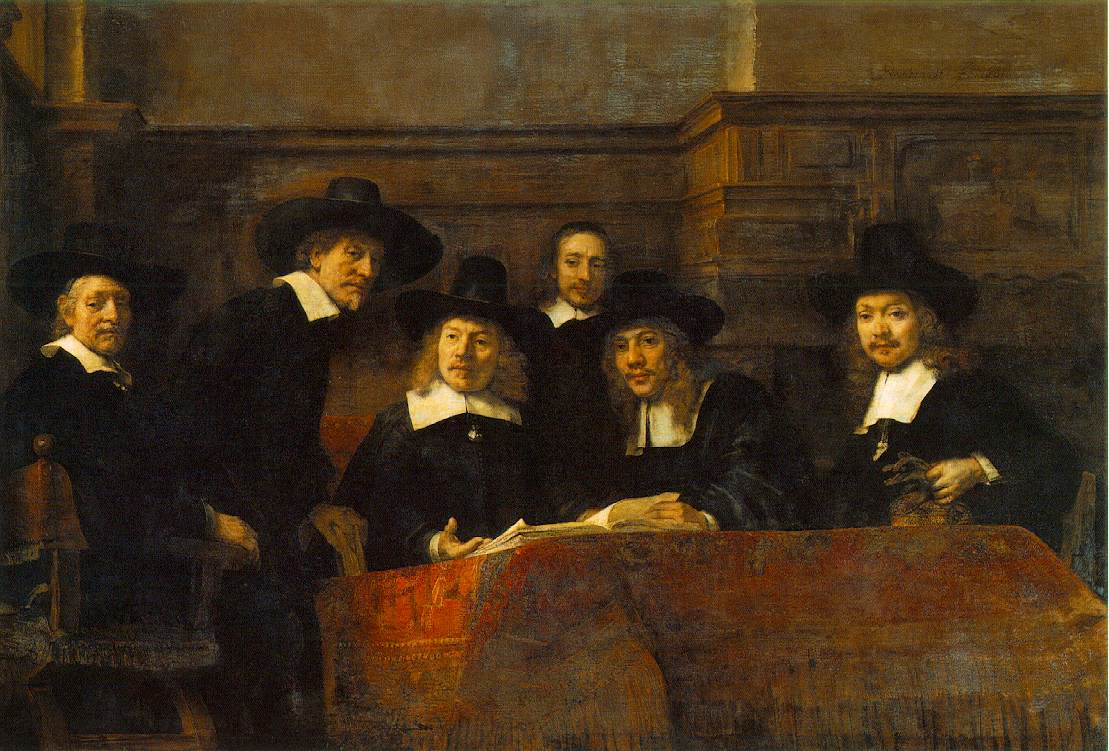
Rembrandt, Los síndicos de los pañeros, 1662
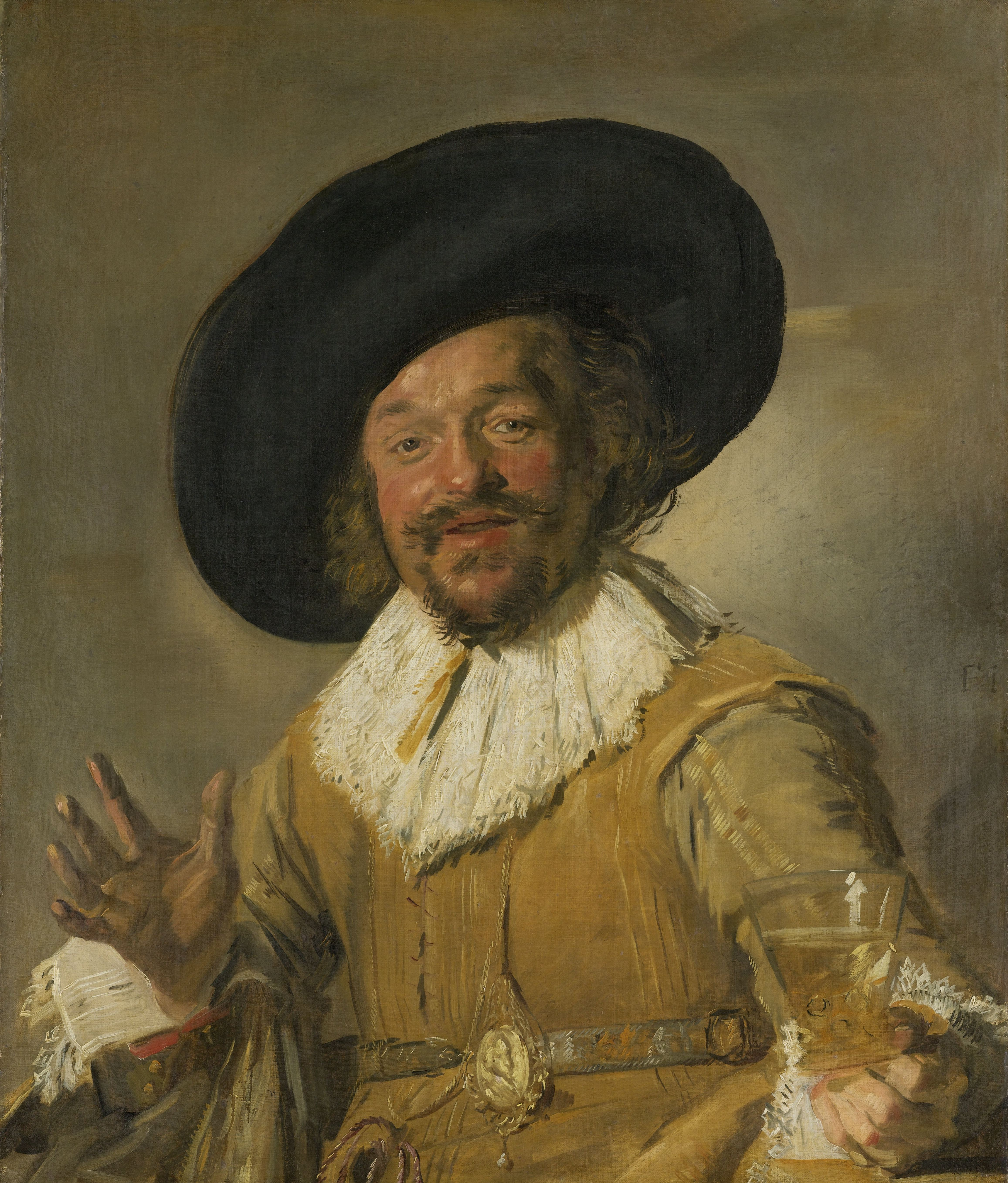
Frans Hals, El alegre bebedor
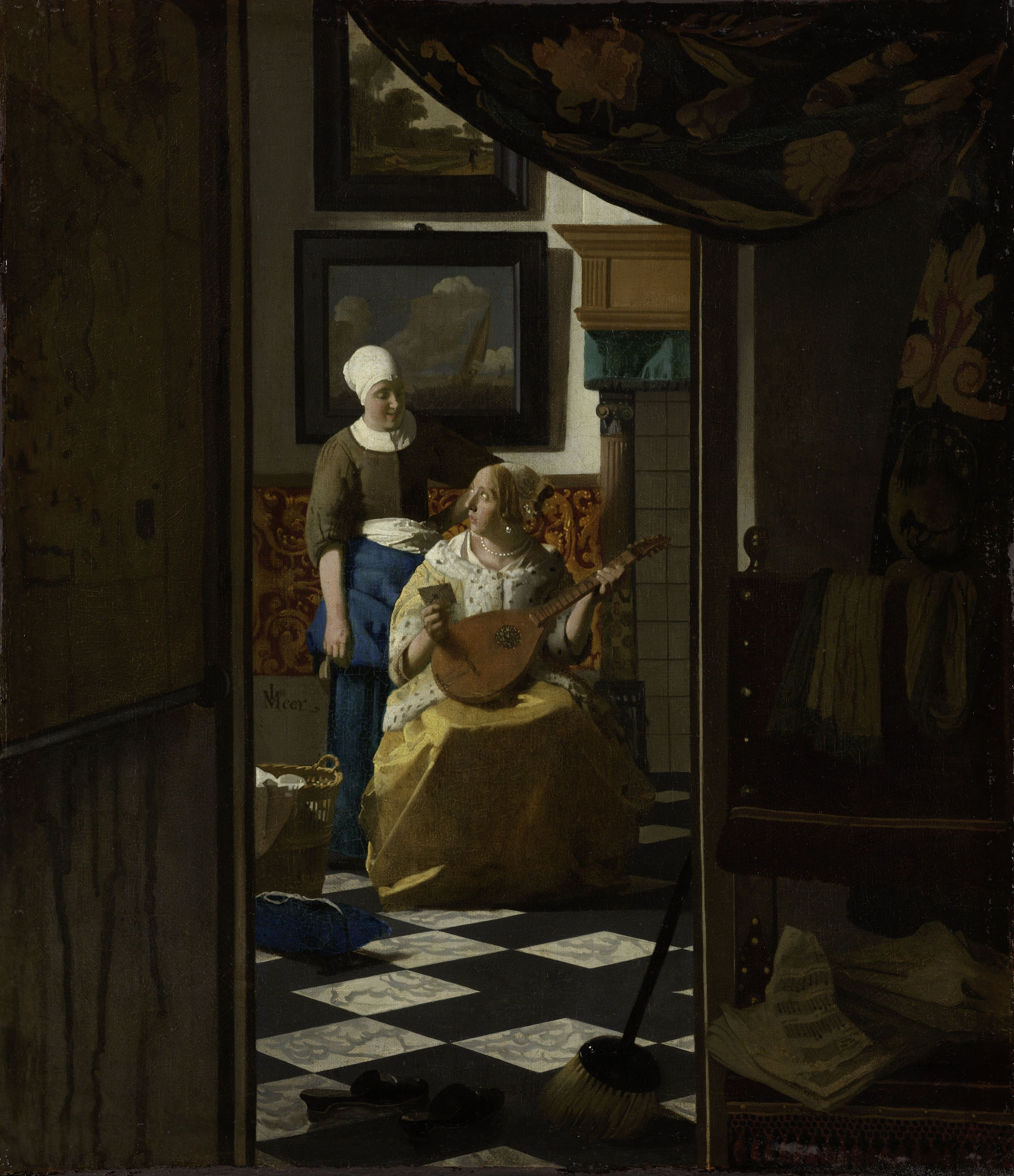
Vermeer, La carta de amor

## Exposiciones especiales

### Rembrandt
En 2019, con motivo del 350 aniversario de la muerte del artista, el museo montó una exposición de todas las obras de Rembrandt de su colección. Compuesta por 22 pinturas, 60 dibujos y más de 300 grabados, era la primera vez que se exhibían todos juntos. Las características principales fueron los retratos matrimoniales de Marten Soolmans y Oopjen Coppit junto con la presentación de La Ronda de Noche inmediatamente antes de su restauración planificada. La exposición estuvo abierta de febrero a junio.

### La esclavitud en el imperio holandés
Después de exposiciones temporales anteriores sobre temas de historia del arte, el Rijksmuseum presentó en 2021 una exposición sobre la historia de la esclavitud en el Imperio colonial holandés, con más de un millón de personas forzadas a la esclavitud. Cubría la esclavitud transatlántica desde el siglo XVII al XIX en Surinam, Brasil y el Caribe, así como la esclavitud colonial holandesa en Sudáfrica y Asia, donde la Compañía Holandesa de las Indias Occidentales (WIC) y la Compañía Holandesa de las Indias Orientales (VOC) ) se dedicaban a la esclavitud. Además de objetos como un bloque de madera para encerrar a los esclavos, pinturas, documentos de archivo, fuentes orales, poemas y música, la exposición también presentó conexiones con el sistema de esclavitud en los Países Bajos. En la colección permanente, se agregaron etiquetas a 77 pinturas y objetos que habían sido vistos como símbolos de la riqueza y el poder del país para indicar vínculos previamente ocultos con la esclavitud.
La exposición se presentó tanto físicamente en el museo de mayo a agosto de 2021 como en versión en Internet. Se complementó con audioguías y vídeos que relataban historias personales y de la vida real, así como con un libro adjunto titulado Slavery.

### Vermeer
Desde el 10 de febrero hasta junio de 2023, el Rijksmuseum comenzó a exhibir la colección más grande de Vermeers hasta la fecha, con 28 de las 37 obras conocidas en exhibición. El curador Pieter Roelofs lo llamó un evento "único en la vida". Todas las reservas de franjas horarias se agotaron rápidamente.

## Edificio
El edificio actual del Rijksmuseum fue inaugurado en 1885. Consta de dos plazas con un atrio en cada centro. En el eje central hay un túnel con los accesos a nivel del suelo y la Galería de Honor en el primer piso. El edificio también contiene una biblioteca. El edificio fragmentado, denominado ala Philips, contiene fragmentos de edificios que muestran la historia de la arquitectura en los Países Bajos. El Rijksmuseum es un rijksmonument (patrimonio nacional) desde 1970 y fue incluido en la lista de los 100 principales sitios patrimoniales holandeses en 1990. El pabellón asiático fue diseñado por Cruz y Ortiz e inaugurado en 2013.
Según Muriel Huisman, arquitecta del proyecto de renovación del Rijksmuseum, "a Cruz y Ortiz siempre les gusta buscar la sinergia entre lo antiguo y lo nuevo, y tratamos de no explicar las cosas con nuestra arquitectura". Con el Rijk, "no hay corte entre lo antiguo y lo nuevo; hemos intentado fusionarlo. Lo hicimos buscando materiales que fueran fieles al edificio original, lo que resultó en una especie de arquitectura silenciosa".

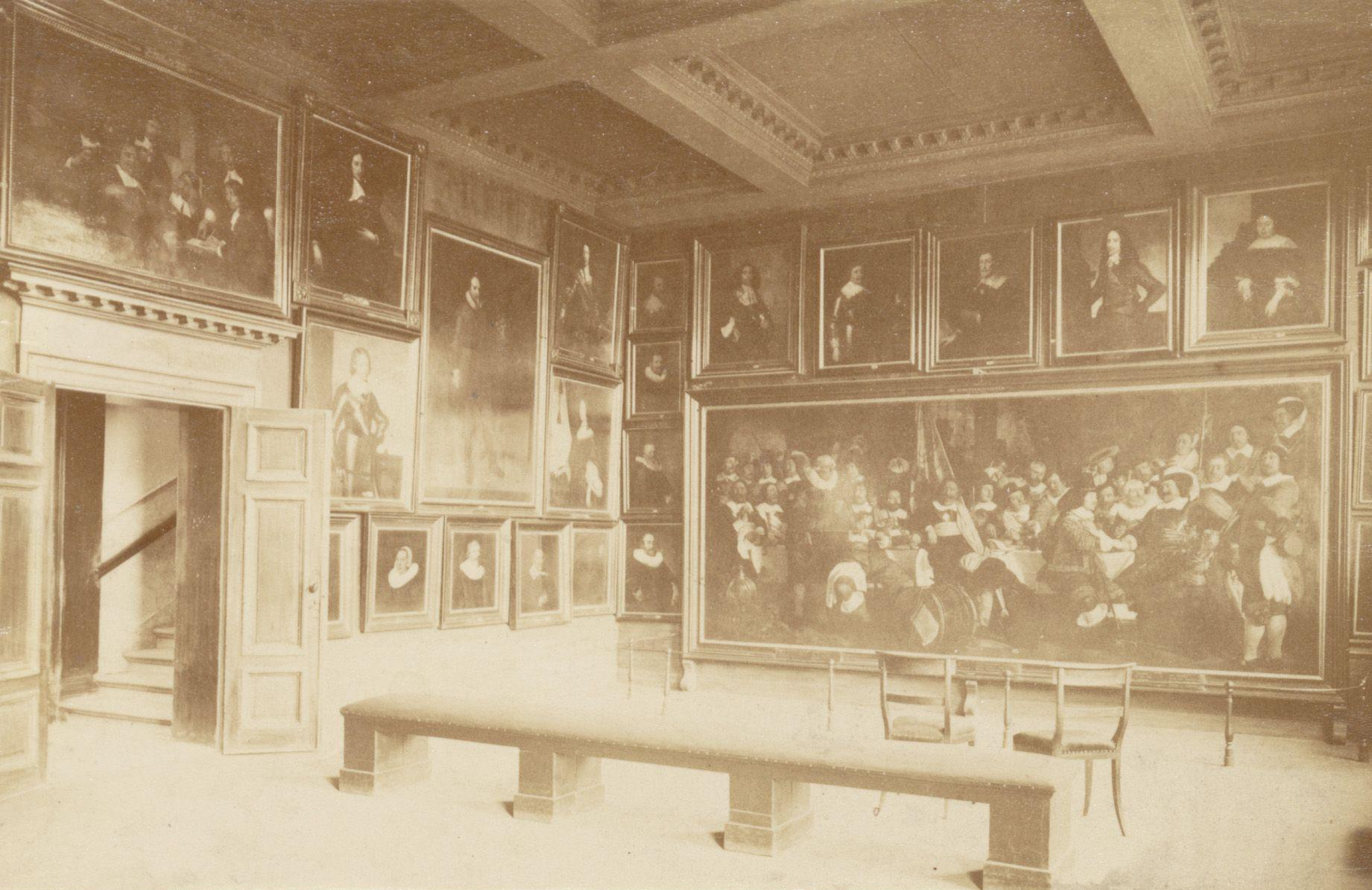
El Rijksmuseum estuvo ubicado en la Trippenhuis entre 1817 y 1885.
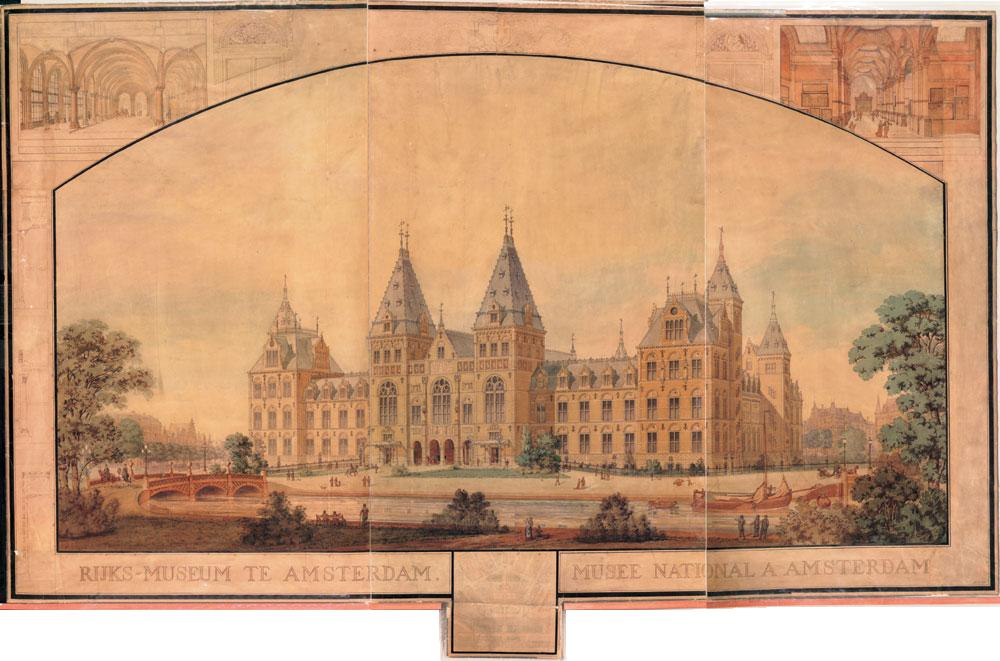
Plano del diseño de Pierre Cuypers en 1876
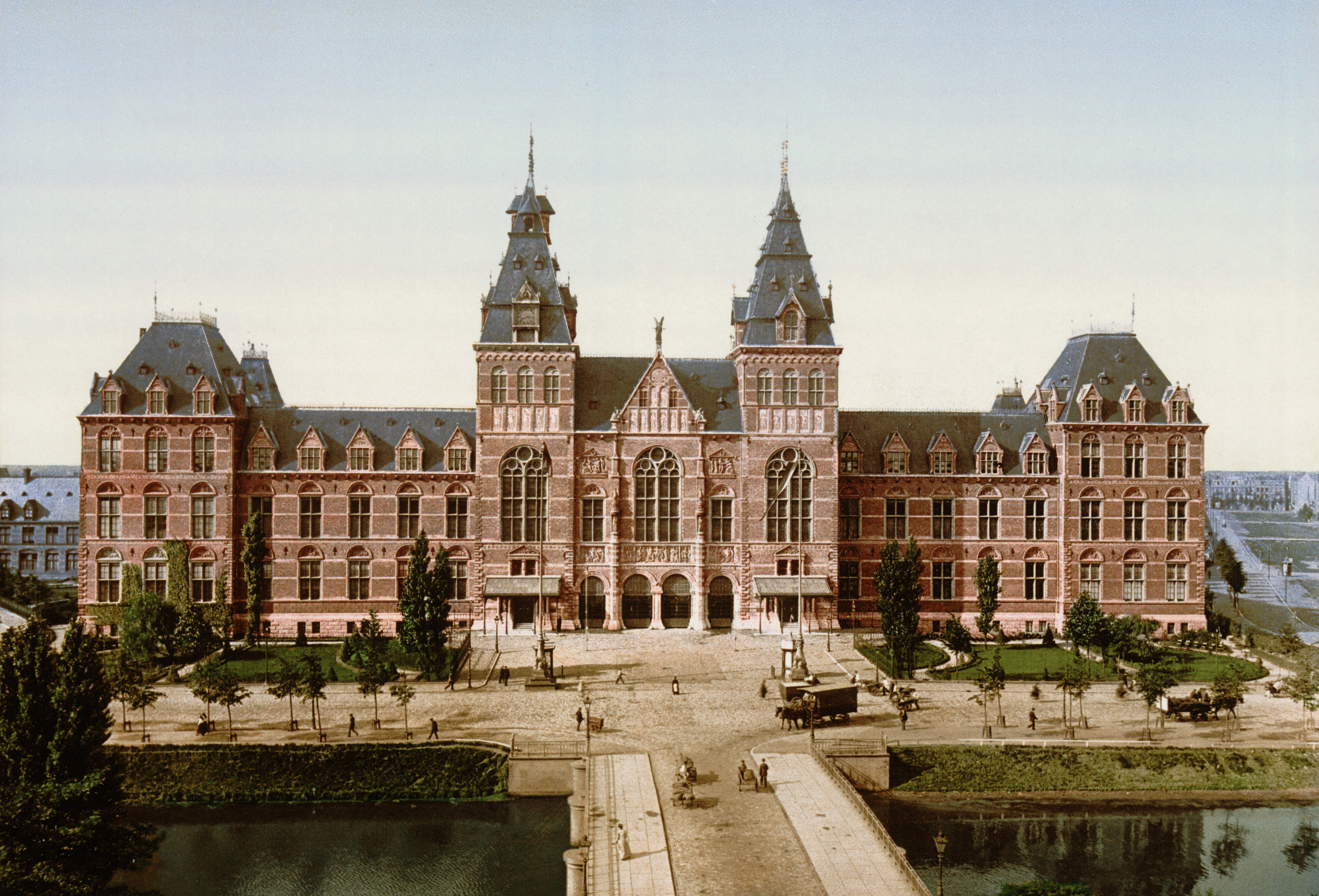
Parte frontal del edificio de Cuypers, alrededor de 1895.
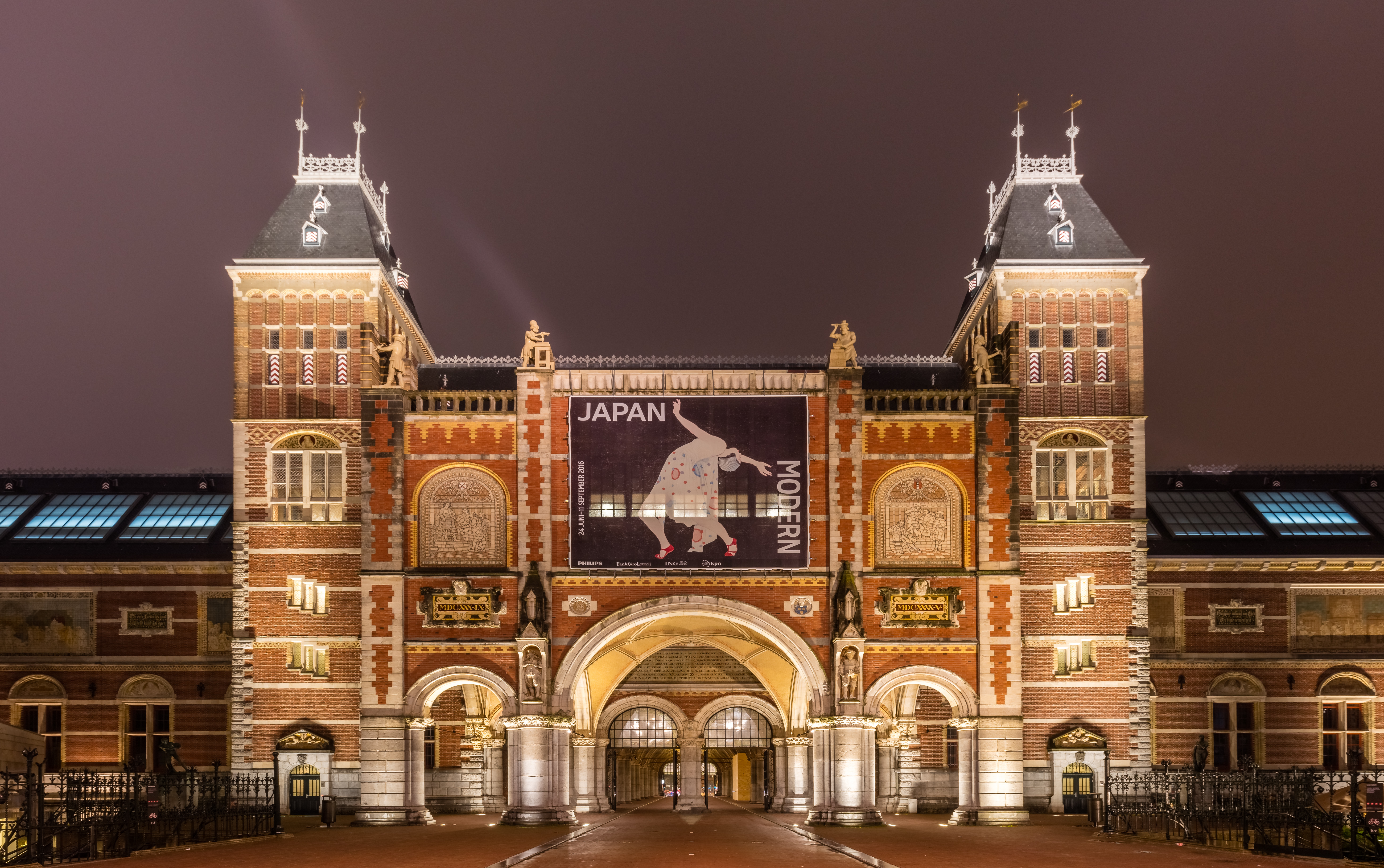
Vista de la fachada de noche.
- Vídeo del Rijksmuseum (2016).